# Humberto Dip
Humberto Dip – meksykański bokser, brązowy medalista igrzysk panamerykańskich w Chicago z roku 1959.

## Kariera
W 1959 roku Dip zajął trzecie miejsce w kategorii lekkopółśredniej na igrzyskach panamerykańskich, które rozgrywane były w Chicago. W półfinale igrzysk panamerykańskich przegrał na punkty z reprezentantem Stanów Zjednoczonych Vincentem Shomo. W walce o brązowy medal rywalem Meksykanina był Dominikańczyk Francisco Sánchez. Pojedynek zakończył się zwycięstwem Dipa przez walkowerem.